# Mama Kin
«Mama Kin» es una canción de la banda de hard rock estadounidense Aerosmith, que apareció en su álbum debut Aerosmith. La canción fue escrita por el cantante Steven Tyler. La canción llegó al # 75 en el Billboard Hot 100.

## Estructura de la canción
La canción cuenta con un riff de guitarra básica, con ritmo fuerte que viene en medio de letras en el verso y en todo la canción. También hay saxofones intercalados en la canción.

## Legado
La canción también ha sido un elemento básico en vivo de los conciertos de Aerosmith (incluyendo hasta sus conciertos más recientes en 2009). Versiones en vivo de la canción apareció en Live! Bootleg, Classics Live, y A Little South of Sanity.
La canción también ha aparecido en varias recopilaciones de Aerosmith como Gems (1988), Pandora's Box (1991),  Pandora's Toys (1995), O, Yeah! Ultimate Aerosmith Hits (2002) y Greatest Hits 1973-1988 (2004).

## Notables referencias a la canción
- En la década de 1990, la banda abrió un club de música llamada Mama Kin Music Hall en su ciudad natal de Boston, Massachusetts - el club ha cerrado desde entonces.

- Steven Tyler tiene un tatuaje en el brazo con la frase "Ma' Kin". Se lo hizo cuando la banda estaba escribiendo su primer álbum, porque había mucha confianza en la canción. Tyler y Perry han dicho que su brazo era demasiado delgado para que pueda caber todo el título.

- Shinedown referencias a "smokin' tea with Mama Kin" en su canción "Cry for Help" en el álbum The Sound of Madness.

## Otras versiones
La canción fue interpretada por Guns N' Roses en 1986 y publicada en el mismo año en su EP Live ?!*@ Like a Suicide. Más tarde fue relanzada en su álbum G N' R Lies en 1988.

## Mama Kin en otros medios
- Mama Kin se presenta como una nueva canción grabada en el videojuego, Guitar Hero: Aerosmith .
- Mencionada en la canción "Cry for Help" de banda estadounidense Shinedown.